# Вадул-Сірет (пункт контролю)
48°1′5″ пн. ш. 25°57′53″ сх. д. / 48.01806° пн. ш. 25.96472° сх. д.
Ваду́л-Сіре́т — пункт контролю через державний кордон України на кордоні з Румунією.
Розташований у Чернівецькій області, Глибоцький район, у селі Черепківці (станція Вадул-Сірет) на автошляху Т 2645. З румунського боку розташований пункт контролю «Вікшани», повіт Сучава, у напрямку Радівців.
Вид пункту пропуску — залізничний. Статус пункту пропуску — міжнародний.
Характер перевезень — вантажний, пасажирський (з 14 грудня 2014 року в пасажирських перевезеннях не задіяний).
Окрім радіологічного, митного та прикордонного, пункт контролю «Вадул-Сірет» може здійснювати санітарний, фітосанітарний, ветеринарний, екологічний та контроль переміщенням культурних цінностей.
Пункт контролю «Вадул-Сірет» входить до складу митного посту «Вадул-Сірет» Чернівецької обласної митниці. Код пункту пропуску — 40802 02 00 (12).

## Галерея

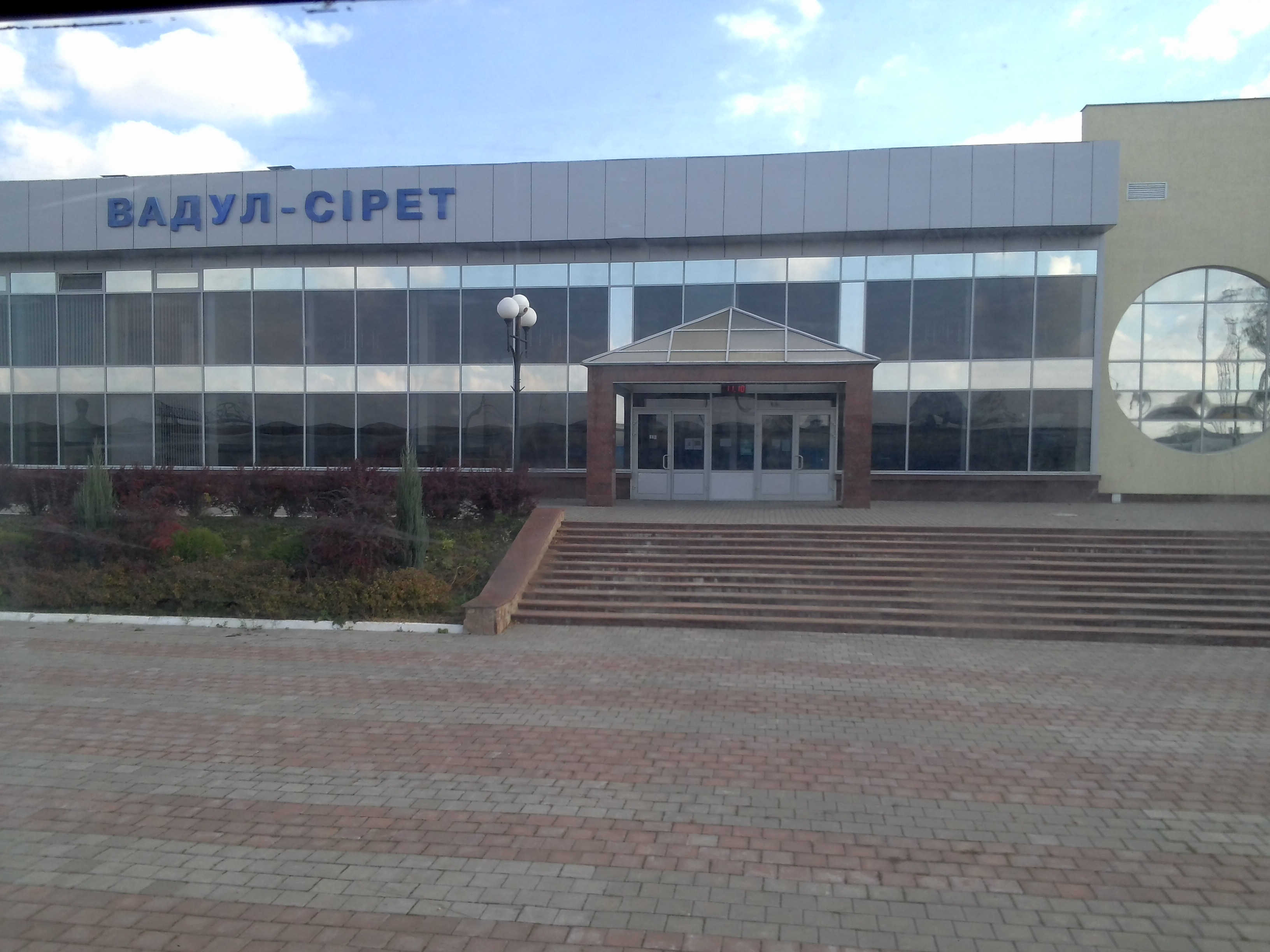
Залізнична станція «Вадул-Сірет»
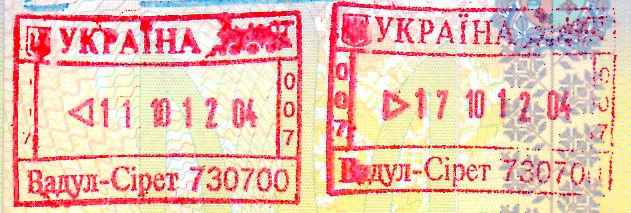
Штампи залізничного пункту пропуску «Вадул-Сірет»

.